# Гурьев, Андрей Григорьевич
Андре́й Григо́рьевич Гу́рьев (род. 24 марта 1960, Лобня, Московская область) — российский предприниматель-миллиардер, бывший генеральный директор компании «ФосАгро», политик, в 2001—2013 — член Совета Федерации от Мурманской области. Вице-президент Российского Союза химиков, председатель «Федерации художественной гимнастики Москвы», основатель детско-юношеского движения «Детям России — образование, здоровье и духовность» («ДРОЗД») в 4 городах России, мастер спорта международного класса по дзюдо, заслуженный тренер России.
С 2022 года из-за вторжения России на Украину находится под персональными санкциями США, Великобритании и других стран.

## Биография
Андрей Гурьев родился 24 марта 1960 года в городе Лобня Московской области.
В 1981—1983 годах служил во Внутренних войсках МВД СССР в спортивном обществе «Динамо».
В 1983 году окончил Государственный центральный институт физической культуры.
В 1985 году стал секретарем комитета ВЛКСМ Московского городского совета спортивного общества «Динамо».
C 1989 по 1990 годы работал первым секретарем Фрунзенского райкома ВЛКСМ г. Москва.
В 1990 году возглавил общественный благотворительный фонд «Правопорядок».
В июле 1990 года становится главным экспертом службы хранения информации в объединении «Менатеп».
В 1991 году стал заместителем директора Объединения кредитно-финансовых предприятий «Менатеп».
В 1994—1995 годах работает заместителем начальника инвестиционного управления Банка «Менатеп».
В 1995 году возглавил горно-химический департамент ЗАО «РОСПРОМ» — компании управляющей промышленными активами «Менатепа», где занимает должности: начальник горно-химического департамента (1995—1997 годы), директор дирекции по горно-химическому производству (1997—1998 годы), а с 1998 года — управляющий проектами Департамента прямых инвестиций, начальник Департамента горно-химического производства.
23 ноября 2001 года назначен представителем в Совете Федерации ФС РФ от правительства Мурманской области.
5 декабря 2001 года получил полномочия члена Совета Федерации. Член Комитета Совета Федерации по делам Севера и малочисленных народов, Член Комиссии Совета Федерации по национальной морской политике.
С 2001 по 2002 год — председатель совета директоров ОАО «Апатит», входившего в РОСПРОМ.
В январе-апреле 2002 года — член Комитета Совета Федерации по природным ресурсам и охране окружающей среды.
В апреле 2004 года переизбран на должность представителя в Совете Федерации ФС РФ от администрации Мурманской области.
В 2006 году окончил Санкт-Петербургский государственный горный институт им. Г. В. Плеханова.
Генеральный директор научно-исследовательского института по удобрениям и инсектофунгицидам им. Я. В. Самойлова (ОАО «НИУИФ»).
29 мая 2013 года досрочно сложил полномочия члена Совета Федерации.
С июня 2013 года — заместитель Председателя Совета директоров ОАО «ФосАгро».

## Семья
Женат, двое детей - Андрей и Юлия.
Сын Андрей Гурьев, генеральный директор «Фосагро», находится под персональными санкциями Европейского союза с 9 марта 2022 года.

## Санкции
В связи со вторжением России на Украину находится под персональными санкциями ряда стран
6 апреля 2022 года, как близкий соратник Путин и основатель «ФосАгро», включён в список санкций Великобритании против «военной машины Путина».
2 августа 2022 года включён в санкции США «против элиты и компаний в секторах экономики, приносящих значительный доход российскому режиму». Также под санкции попал сын Андрей Гурьев и яхта Alfa Nero, приобретенная Гурьевым в 2014 году за $120 млн, Минфин сообщает что на яхте Alfa Nero отключила аппаратуру отслеживания местоположения, чтобы избежать ареста. В начале июня 2023 года Мнфин США снял санкции с яхты по просьбе Антигуа и Барбуды, так как яхта будет продана с аукциона «в рамках закона о принудительной продаже». 17 июня 2023 года яхта была продана за $67,6 млн. Эрику Шмидту.
По аналогичным основаниям, Гурьев находится под санкциями Японии, Украины и Новой Зеландии.

## Состояние
Входит в рейтинг журнала Forbes с 2005 года с местами с 35 (2010) по 85 (2007) и состоянием с 450 млн долларов США (2005) по 2 400 млн долларов США (2008, 2009). В 2010 году занимал 35 место с состоянием 1 900 млн долларов США.
Обладая личным состоянием $2,3 млрд, в 2011 году занял 41 место в списке 200 богатейших бизнесменов России (по версии журнала Forbes)
В 2012 году с семейным доходом 1,49 млрд рублей занял 4-е место в рейтинге доходов российских чиновников, составленном журналом Forbes.
К июню 2015 года Андрею Гурьеву принадлежало поместье Уитанхерст в Хайгейт (Лондон) стоимостью 500 млн долларов, по размерам являющееся вторым после Букингемского дворца.
В 2020 году журнал Forbes оценил состояние Гурьева в $4,1 млрд. В рейтинге богатейших людей России он занимает 25 строчку.
В 2023 году Андрей Гурьев с состоянием $9700 млн занял 15 место в рейтинге журнала Forbes «110 российских миллиардеров».

## Дополнительная информация
- Мастер спорта международного класса по самбо[3].
- Член Попечительского совета Государственного академического Малого театра России.
- Почетный гражданин г. Кировска[27].
- Награждён орденом «За заслуги перед Отечеством» IV степени (2018)[28], орденом Александра Невского (2020)[29], орденом Почёта (2012)[30], знаками «Шахтёрская слава» II и III степеней[3], Почётной грамотой Совета Федерации РФ, орденами Русской Православной церкви[источник не указан 4250 дней].
- Орден преподобного Серафима Саровского II степени (2025, РПЦ)[31].
- Абсолютный чемпионат СССР по самбо 1978 года — ;